# Tüschnitz
Tüschnitz ist ein Gemeindeteil des Marktes Küps im oberfränkischen Landkreis Kronach in Bayern.

## Geographie
Das Dorf Tüschnitz bildet mit Küps im Südosten eine geschlossene Siedlung. Im Ort steht eine Eiche, die als Naturdenkmal geschützt ist. Durch den Ort fließt der Tüschnitzer Graben, ein rechter Zufluss der Rodach. Die Kreisstraße KC 13 führt nach Schmölz (1,6 km nördlich) bzw. nach Küps zur Bundesstraße 173 (1,3 km südöstlich). Ein Anliegerweg verbindet mit Hall (0,9 km westlich). Zu dieser führt die Ortsstraße Kreuzgrabenweg des im Süden gelegenen Gemeindeteils Oberlangenstadt.

## Geschichte
Tüschnitz wurde erstmals 1288 urkundlich erwähnt. Das Wasserschloss Tüschnitz bestand spätestens ab dem 14. Jahrhundert, es wurde 1632 im Dreißigjährigen Krieg zerstört.
Gegen Ende des 18. Jahrhunderts bestand Tüschnitz aus 17 Anwesen (6 Halbhöfe, 4 Fronsölden, 2 Tropfhäuser, 5 Häuser) und 1 ehemaliges Schloss mit Ökonomiegut und Bräuhaus. Das Hochgericht übte das bambergische Centamt Burgkunstadt-Marktgraitz aus. Die Dorf- und Gemeindeherrschaft hatte das Rittergut Tüschnitz inne, das zugleich Grundherr sämtlicher Anwesen war.
Mit dem Gemeindeedikt wurde Tüschnitz dem 1808 gebildeten Steuerdistrikt Schmölz zugewiesen. Infolge des Zweiten Gemeindeedikts entstand 1818 die Ruralgemeinde Tüschnitz, zu der Hall gehörte. Sie war in Verwaltung und Gerichtsbarkeit dem Landgericht Kronach zugeordnet und in der Finanzverwaltung dem Rentamt Kronach (1919 in Finanzamt Kronach umbenannt). In der freiwilligen Gerichtsbarkeit unterstanden die Anwesen dem Patrimonialgericht Oberlangenstadt (bis 1837). Ab 1862 gehörte Tüschnitz zum Bezirksamt Kronach (1939 in Landkreis Kronach umbenannt). Die Gerichtsbarkeit blieb beim Landgericht Kronach (1879 in das Amtsgericht Kronach umgewandelt). Die Gemeinde hatte eine Fläche von 5,099 km².
Im Zuge der Gebietsreform in Bayern wurde die Gemeinde Tüschnitz am 1. April 1971 nach Küps eingegliedert.

### Baudenkmäler
In der Bayerischen Denkmalliste sind 2 Baudenkmäler aufgeführt:
- Gemeindehaus
- Drei Grenzsteine

### Einwohnerentwicklung
Gemeinde Tüschnitz
| Jahr      | 1840   | 1852   | 1855   | 1861   | 1867   | 1871   | 1875   | 1880   | 1885   | 1890   | 1895   | 1900   | 1905   | 1910   | 1919   | 1925   | 1933   | 1939   | 1946   | 1950   | 1952   | 1961  | 1970   |
| Einwohner | 127    | 145    | 139    | 138    | 136    | 147    | 170    | 175    | 181    | 202    | 196    | 179    | 181    | 199    | 201    | 219    | 241    | 224    | 344    | 360    | 369    | 393   | 555    |
| Häuser    |        |        |        |        |        | 23     |        |        | 28     |        |        | 28     | 42     |        |        | 32     |        |        |        | 44     |        | 64    |        |
| Quelle    | [ 10 ] | [ 10 ] | [ 10 ] | [ 11 ] | [ 12 ] | [ 13 ] | [ 14 ] | [ 15 ] | [ 16 ] | [ 17 ] | [ 10 ] | [ 18 ] | [ 10 ] | [ 19 ] | [ 10 ] | [ 20 ] | [ 10 ] | [ 10 ] | [ 10 ] | [ 21 ] | [ 10 ] | [ 7 ] | [ 22 ] |

Ort Tüschnitz
| Jahr      | 001818 | 001861 | 001871 | 001885 | 001900 | 001925 | 001950 | 001961 | 001970 | 001987 | 002007 |
| Einwohner | 107    | 130    | 147 *  | 181 *  | 172    | 213    | 355    | 390    | 552    | 601    | 812 *  |
| Häuser    | 20     |        | 23 *   | 28 *   | 27     | 31     | 43     | 63     |        | 163    |        |
| Quelle    | [ 6 ]  | [ 11 ] | [ 13 ] | [ 16 ] | [ 18 ] | [ 20 ] | [ 21 ] | [ 7 ]  | [ 22 ] | [ 23 ] | [ 24 ] |

## Religion
Der Ort ist seit der Reformation evangelisch-lutherisch geprägt und nach St. Jakob in Küps gepfarrt.

## Persönlichkeiten
- Weigand von Redwitz (* 1476 in Tüschnitz; † 20. Mai 1556 in Kronach), Fürstbischof des Hochstiftes Bamberg